# 埃斯特万·巴蒂斯塔
埃斯特万·达米安·巴蒂斯塔·埃尔南德斯（西班牙語：Esteban Damián Batista Hernández，1983年9月2日—），乌拉圭职业篮球运动员，曾效力于美国NBA联盟。